# Boleit
Boleit ist ein selten vorkommendes Mineral aus der Mineralklasse der „Halogenide“. Es kristallisiert im kubischen Kristallsystem mit der chemischen Zusammensetzung KPb26Cu24Ag9(OH)48Cl62 und entwickelt fast ausschließlich durchscheinende bis durchsichtige Kristalle mit kubischem Habitus oder Kombinationen kubischer Formen. Häufig findet sich Boleit auch mit Cumengeit oder Pseudoboleit orientiert (epitaxisch) verwachsen. Die Flächen der charakteristisch intensiv blauen Kristalle weisen schwachen Glasglanz auf, Spaltflächen dagegen schimmern perlmuttartig.
Mit einer Mohshärte von 3 bis 3,5 gehört Boleit neben dem Referenzmineral Calcit zu den weichen Mineralen, die sich mit einer Kupfermünze ritzen lassen.

## Besondere Eigenschaften
Boleit ist wasserlöslich und muss daher vor Feuchtigkeit geschützt aufbewahrt werden.

## Etymologie und Geschichte
Erstmals entdeckt wurde Boleit in Santa Rosalía (Boleó) in der mexikanischen Provinz Baja California Sur und beschrieben 1891 durch François Ernest Mallard und Edouard Cumenge, die das Mineral nach seiner Typlokalität benannten.

## Klassifikation
In der veralteten 8. Auflage der Mineralsystematik nach Strunz gehörte der Boleit zur Mineralklasse der „Halogenide“ und dort zur Abteilung „Oxidhalogenide“, wo er gemeinsam mit Chloroxiphit, Cumengeit, Diaboleit, Hämatophanit und Pseudoboleit in der „Boleit-Diaboleit-Haematophanit-Gruppe“ mit der Systemnummer III/C.04 steht.
In der zuletzt 2018 überarbeiteten Lapis-Systematik nach Stefan Weiß, die formal auf der alten Systematik von Karl Hugo Strunz in der 8. Auflage basiert, erhielt das Mineral die System- und Mineralnummer III/D.12-010. Dies entspricht der Klasse der „Halogenide“ und dort der Abteilung „Oxihalogenide“, wo Boleit zusammen mit Bideauxit, Chloroxiphit, Cumengeit, Diaboleit, Hämatophanit, Pseudoboleit, Siidrait und Yedlinit eine unbenannte Gruppe mit der Systemnummer III/D.12 bildet.
Die von der International Mineralogical Association (IMA) zuletzt 2009 aktualisierte 9. Auflage der Strunz’schen Mineralsystematik ordnet den Boleit in die Klasse der „Halogenide“ und dort in die Abteilung „Oxihalogenide, Hydroxyhalogenide und verwandte Doppel-Halogenide“ ein. Hier ist das Mineral in der Unterabteilung „Mit Pb, Cu usw.“ zu finden, wo es als einziges Mitglied eine unbenannte Gruppe mit der Systemnummer 3.DB.15 bildet.
In der vorwiegend im englischen Sprachraum gebräuchlichen Systematik der Minerale nach Dana hat Boleit die System- und Mineralnummer 10.06.06.01. Das entspricht der Klasse der „Halogenide“ und dort der Abteilung „Oxihalogenide und Hydroxyhalogenide“. Hier findet er sich innerhalb der Unterabteilung „Oxihalogenide und Hydroxyhalogenide mit der Formel AmBn(O,OH)pXq“ als einziges Mitglied in einer unbenannten Gruppe mit der Systemnummer 10.06.06.

## Bildung und Fundorte

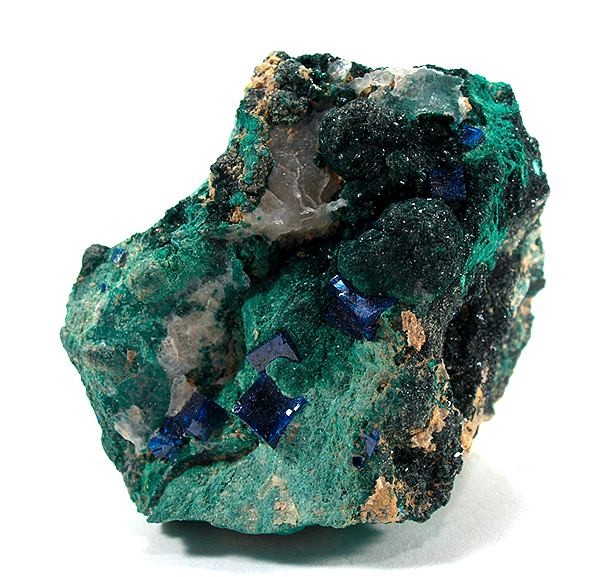
Boleit (blau) mit Atacamit (smaragdgrün) und Malachit (hellgrün) aus der Santa Rosa Mine bei Noche Buena, Zacatecas, Mexiko (Größe: 5,1 cm × 3,8 cm × 2,1 cm)

Boleit bildet sich als Sekundärmineral durch die Reaktion von Chlorverbindungen mit Primärsulfiden in der Oxidationszone von Kupfer-Lagerstätten in ariden Klimazonen. Begleitminerale sind neben Cumengeit und Pseudoboleit unter anderem noch Atacamit, Anglesit, Bideauxit, Cerussit, Caledonit, Gips, Leadhillit, Matlockit, Paratacamit, Paralaurionit und Phosgenit.
Weltweit konnte Boleit bisher (Stand: 2011) an etwa 55 Fundorten nachgewiesen werden. Neben seiner Typlokalität Santa Rosalía (Boleó) in Baja California Sur trat das Mineral in Mexiko noch bei Arizpe in Sonora auf. In Boleó wurden auch die bisher größten Boleitwürfel mit einer Kantenlänge von bis zu 3,5 cm gefunden.
Der einzige bisher bekannte Fundort in Deutschland ist die Schlackenhalde der Herzog-Julius-Hütte in Astfeld im niedersächsischen Harzgebirge.
Weitere Fundorte sind Broken Hill in Australien; die chilenischen Regionen Antofagasta und Tarapacá; Poullaouen und Le Pradet in Frankreich; die griechische Region Attika; Anarak im Iran; die italienische Provinz Livorno; mehrere Orte in England im Vereinigten Königreich (Großbritannien) sowie viele Orte in Arizona, Kalifornien, Montana, Nevada und Washington in den Vereinigten Staaten von Amerika (USA).

## Kristallstruktur

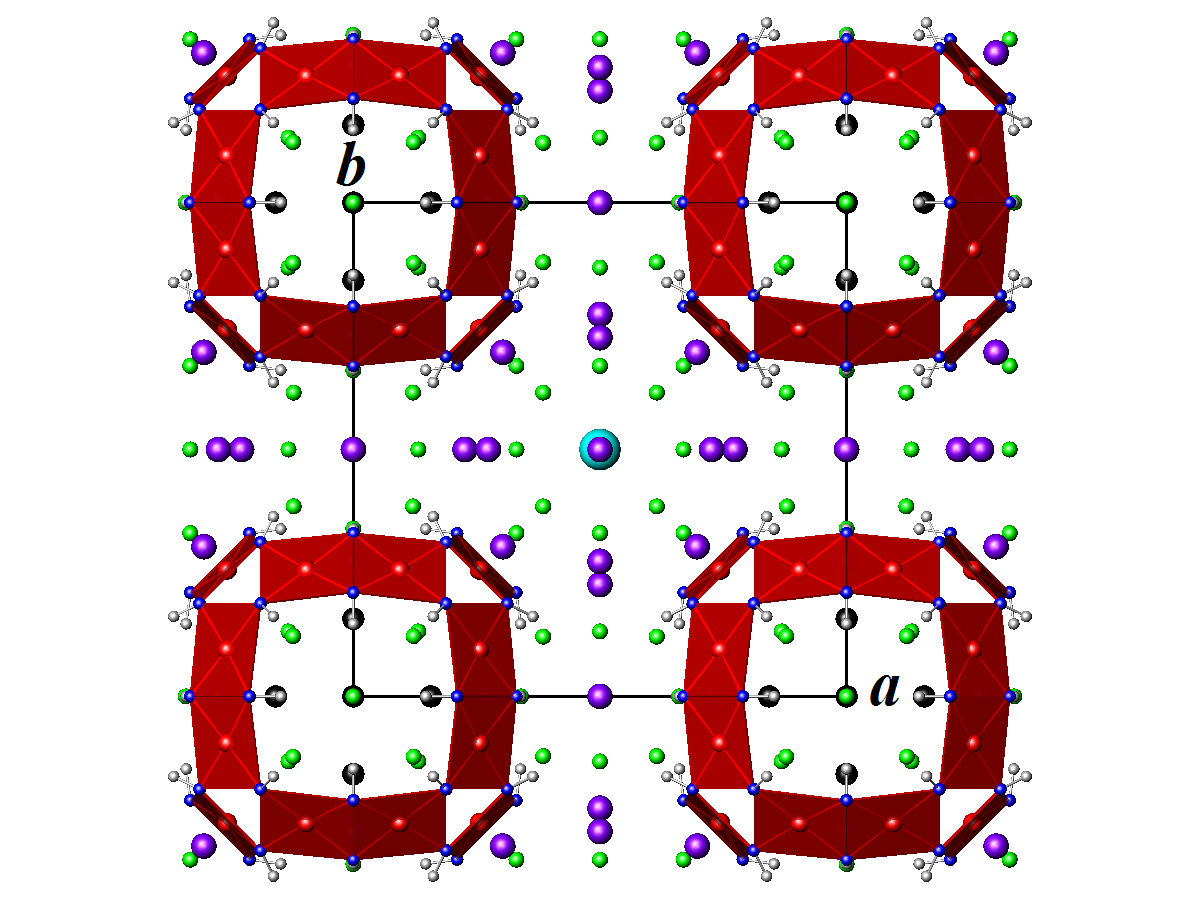
Kristallstruktur von Boleit, entlang der c-Achse gesehen

Boleit kristallisiert kubisch in der Raumgruppe Pm3m (Raumgruppen-Nr. 221) mit dem Gitterparameter a = 15,29 Å sowie einer Formeleinheit pro Elementarzelle.